# Plumeria alba
Plumeria alba é um arbusto grande e perene. Suas folhas são longas e finas. Suas flores, grandes e perfumadas, são brancas, com o centro amarelo. Originária da América Central e das Índias Ocidentais, hoje é comum e naturalizada no sul e sudeste da Ásia.

## Galeria
- Commons
- Wikispecies

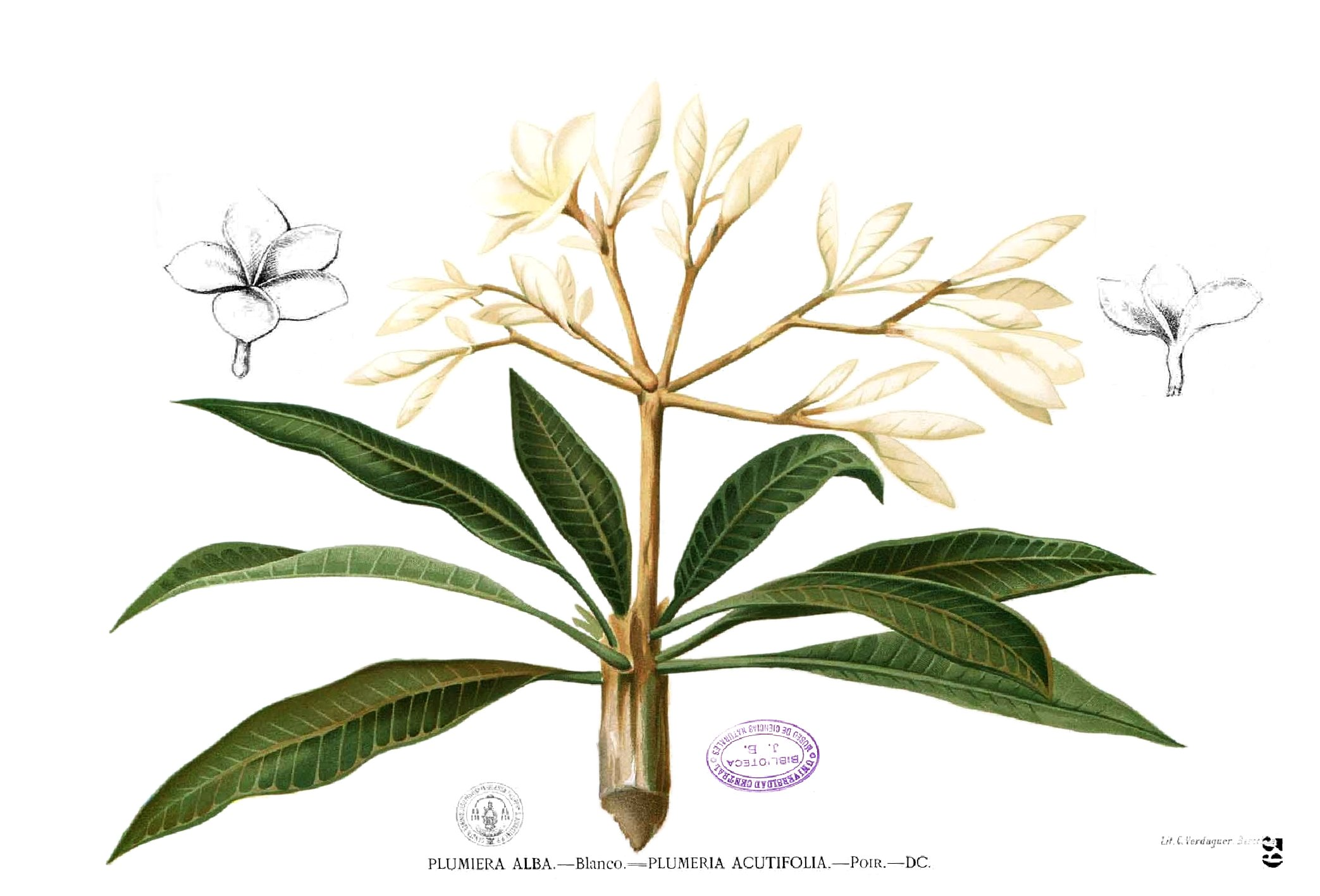
Illustration
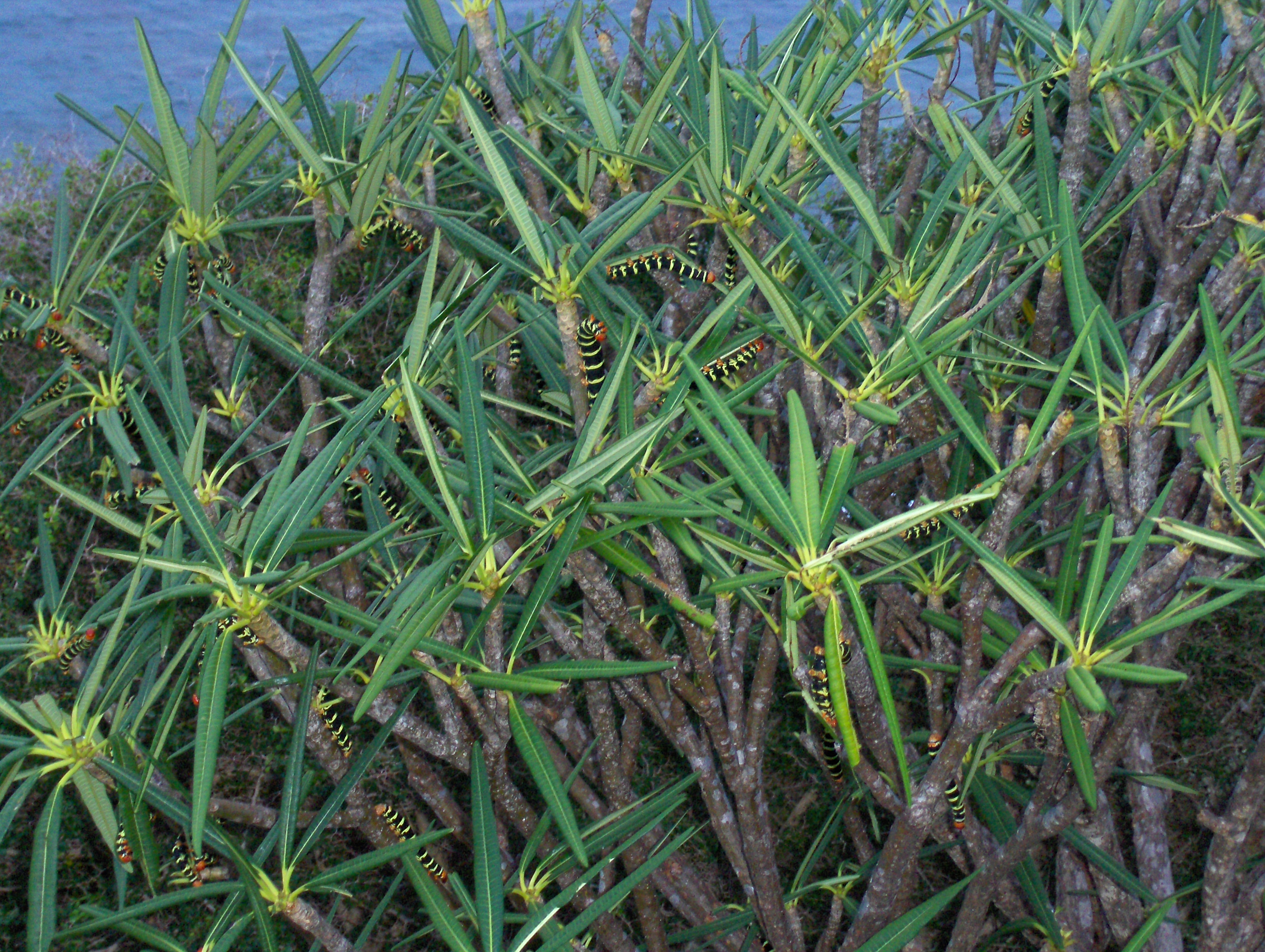
Foliage with caterpillars